# Inmigración lituana en Uruguay
La inmigración lituana en Uruguay es el movimiento migratorio de ciudadanos provenientes de Lituania hacia territorio uruguayo. La inmigración lituana no fue numerosa como otras corrientes europeas. A pesar de ello, Uruguay cuenta con la tercera comunidad lituana más grande de América del Sur, detrás de las de Brasil y Argentina.

## Características
La llegada de lituanos a la República Oriental del Uruguay alcanzó su punto máximo durante la década de 1920 y 1930; habiendo llegado a un total de 10.000 inmigrantes. Establecieron sus propias instituciones, tales como la Asociación Cultural Uruguay-Lituania, (se trata de una entidad de origen católico) radicada en el barrio montevideano de Villa del Cerro, y el vecino Centro Lituano del Uruguay (de inspiración comunista y ubicado también en la Villa del Cerro), varios periódicos en lituano, entre ellos el Naujoji Banga y el Darbas (Trabajo). La Villa del Cerro fue un barrio con una fuerte presencia de lituanos atraídos por los empleos en los frigoríficos allí establecidos.
Asimismo, existe una pequeña comunidad judeo-lituana en Montevideo.
El censo uruguayo de 2011 contabilizó un total de 504 ciudadanos lituanos residiendo en suelo uruguayo al momento del censo.

## Historia
No se sabe exactamente cuando llegaron los primeros lituanos a Uruguay, pero la principal ola de emigración comenzó en 1928. Justo antes de 1935, llegaron cerca de 10 mil emigrantes con pasaportes lituanos. Muchos de los recién llegados eran jóvenes, y era necesario cuidar de la educación de sus hijos, para conocer e interactuar con otros compatriotas, ya que los pobres conocimientos de español frenaron la integración de los lituanos recién llegados en la sociedad local. Según el testimonio de Freddy Stanevicius "Sobre los años 29 al 32 llegaron aproximadamente 5.000 lituanos al Cerro, y se distribuyeron en 200 o 300 familias".

## Personas destacadas
- Lilián Abracinskas, activista y política.
- Zoma Baitler, pintor.
- Victorio Cieslinskas, jugador olímpico de básquetbol (bronce en 1952).
- Vladas Douksas, jugador de fútbol.
- Sergio Gorzy, periodista deportivo.
- Eduardo Gudynas, científico.
- José Gurvich, pintor.[5]
- Freddy Nieuchowicz, alias Orlando Petinatti, presentador de radio y televisión.
- Leonel Pilipauskas, jugador de fútbol.
- Gabriel Vuljevas, pintor y escultor.
- Mario Lubetkin, canciller de Uruguay.